# Gueorgui Tchatchba
Le prince sérénissime Gueorgui Chervachidze (en géorgien : გიორგი შერვაშიძე, en russe : Георгий Михайлович Шервашидзе, Gueorgui Mikhaïlovitch Chervachidze ou Guiorgui Tchatchba ; 1846-1918) était le fils du dernier prince régnant d'Abkhazie Mikhaïl Tchatchba, et le petit-fils de Safarbey Kelechbeïevitch, prince Dadiani.
Il fut prince prétendant au trône de 1866 à 1918. En 1866, il partit pour la Russie impériale, qui lui avait donné dès l'enfance le rang d'aspirant au régiment Préobrajensky de la garde impériale. Il fut nommé aide-de-camp à l'état-major de l'armée du Caucase en 1863, puis il servit chez les cosaques d'Orenbourg et dans le corps d'armée basé à Odessa. Il est capitaine d'état-major au régiment des hussards de la garde impériale en 1876 et fait partie de la Suite de Sa Majesté impériale en 1880-1881. Il eut le droit de revenir en Abkhazie en 1905. Il vécut à Koutaïssi en Géorgie. Poète, il joua un rôle reconnu dans les cercles littéraires géorgiens. Il épousa la fille d'un conseiller d'État, Elena Erastovna Andrievskaïa (1846-1918).
Son blason fut confirmé par un oukaze impérial en 1901.
Il est enterré à Lykhny[réf. nécessaire].